# Экстремальное управление проектами
Экстрема́льное управле́ние прое́ктами (англ. Extreme project management, XPM) — метод управления очень сложными или неопределёнными проектами. От традиционных методов управления проектами XPM отличается открытым, гибким и недетерминистским подходом. Основное внимание уделяется человеческому фактору в управлении проектами, а не следованию запутанным техникам и строгому формализму. XPM является обобщением методик экстремального программирования.
Основные разработчики и идеологи метода:
- Даг ДеКарло (англ. Doug DeCarlo)
- Роб Томсетт (англ. Rob Thomsett)